# 古墓派第一部：海昏遗梦
《古墓派第一部：海昏遗梦》是2019年在中国大陆上映的以“海昏侯墓”为主题的纪录片。

## 内容
《古墓派第一部：海昏遗梦》讲述了“海昏侯墓”的发掘和其背后的人物以及历史，一共分作6集：
- 第一集：海昏侯墓真实被盗经历，“摸金校尉”破坏力惊人
- 第二集：千年古墓异香扑鼻，里面隐藏的秘密震惊世人
- 第三集：古代的盗墓贼如何盗墓，精通分金定穴书身怀绝技
- 第四集：沉睡2000年古墓重见天日，珍宝堆积如山震惊世界
- 第五集：震惊中外的考古发掘，千年古尸腹部惊现香瓜子
- 第六集：墓主人身份揭晓 “废皇帝”刘贺的传奇一生

## 奖项
| 年份 | 提名者                     | 颁奖方               | 奖项分类       | 是否得奖 | 备注  |
| ---- | -------------------------- | -------------------- | -------------- | -------- | ----- |
| 2020 | 《古墓派第一部：海昏遗梦》 | 第30届中国电视金鹰奖 | 最佳电视纪录片 | 提名     | [ 2 ] |